# Paranthura hasticauda
Paranthura hasticauda là một loài chân đều trong họ Paranthuridae. Loài này được Nunomura miêu tả khoa học năm 1974.